# Tyrifjorden
Tyrifjorden (138,56 km²) er den femte største sø i Norge og indgår i dele af kommunerne Hole, Lier, Modum og Ringerike, som alle ligger i Viken. Tyrifjorden er fersk på trods af navnet; på norsk kaldes større søer også for fjorde. Den hører til landets mest artsrige søer og er bl.a. kendt for sit fiskeri efter ørred, gedde og ferskvandskrebs.

## Fjordarmene
Foruden selve tyrifjordplateauet, som udgør området mellem Røysetangen i Hole, Østmodum og Vikersund, består fjorden af delene (armene) Holsfjorden i syd, Steinsfjorden i nord (østlig arm) og Nordfjorden i nord (vestlig arm).
I selve tyrifjordplateauet er den største dybde på ca. 286 meter, men i Holsfjorden er dybden målt til hele 330 meter på det dybeste. Grunnest er Steinsfjorden, som har en gennemsnitlig dybde på ca. 18-20 meter og skiller sig ud fra resten af søen gennem en smal passage ved Kroksund, og nordenden af Nordfjorden. Disse dele er også de mest sårbare dele af søen, som har et vandspejl som ligger ca. 63 moh. E16 krydser søen ved Kroksund.

## Til- og afløb
Inderst i Nordfjorden løber elvene Storelven og Sogna ud i Tyrifjorden. De er de største tilløb til fjorden, men langt fra de eneste. Elvene fra Rudsvassdraget og Torevannet (Rudselva) og Sognevannet (Sogna) i Soknedalen løber sammen lige syd for Sokna og løber ud i Tyrifjorden ved Karlsrudtangen naturreservat på Ask i Ringerike. Afløbet fra fjorden sker ved Vikersund, hvor Drammenselven dannes.

## Naturbeskyttelse
Nordre Tyrifjorden-området er et vigtigt område for trækfugle både forår og efterår, specielt for sangsvaner og knopsvaner. Totalt er der registreret 235 fuglearter i området (2006).
Nordre Tyrifjorden vådmarkssystem er et vådområde som i 1996 blev erklæret som ramsarområde. Området omfatter fem naturreservater (Averøya naturreservat, Juveren naturreservat, Karlsrudtangen naturreservat, Lamyra naturreservat og Synneren naturreservat) i Nordfjorden og Steinsfjorden med tilstødende elve og bække.
Tyrifjorden dyrefredningsområde (oprettet 1954) omfatter et område på 5 121 da længst mod sydvest i Tyrifjorden (ved udløbet til Drammenselven ved Vikersund) og øvre del af Drammenselven (i praksis det område som er synonymt med Bergsjøen mellem Vikersund og Geithus).
Ud over de beskyttede områder som nævnes ovenfor findes flere små naturreservater i direkte tilknytning til Tyrifjorden, men disse er i hovedsagen viet beskyttelse af fossiler og geologien i området, som er en del af Oslofeltet.

## Massakren på Utøya
Den 22. juli 2011 blev øen Utøya, som ligger i Tyrifjorden vidne til en massakre, da Anders Behring Breivik skød og dræbte 69 unge.